# حاسوب أتاناسوف-بيري
حاسوب أتاناسوف-بيري (بالإنجليزية: Atanasoff–Berry computer)‏ هو أول حاسوب رقمي إلكتروني تلقائي. كانت إمكانياته محدودة، كما أن أسبقيته لا تزال موضع جدل بين مؤرخي تكنولوجيا الحوسبة، نظرًا لكونه غير قابل للبرمجة، فضلاً عن كونه غير مكتمل وفق نموذج تورنغ، ومع ذلك، يُصنَّف هذا الحاسوب كوحدة حساب ومنطق إلكترونية، وهي مكوّن جوهري في جميع المعالجات الحديثة.
وتتمثل المساهمة الأساسية لحاسوب أتاناسوف–بيري في كونه أول جهاز يستخدم الصمامات المفرغة لتنفيذ العمليات الحسابية، مما شكّل نقلة نوعية أسهمت في تسريع عملية الحوسبة مقارنة بالوسائل الكهروميكانيكية الأبطأ التي كانت سائدة في ذلك الوقت، مثل حاسوب كونراد تسوزه، وحاسوب مارك 1 الذي طُوِّر بالتزامن في جامعة هارفارد.

## نظرة عامة
صُمِّم حاسوب أتاناسوف-بيري في عام 1937 على يد أستاذ الرياضيات والفيزياء في جامعة ولاية آيوا، جون أتاناسوف، بمساعدة طالب الدراسات العليا كليفورد بيري. كان الجهاز مخصصًا لحل أنظمة المعادلات الخطية فقط، وأُجريت اختبارات ناجحة له في عام 1942. ومع ذلك، لم تُطوَّر آلية تخزين النتائج الوسيطة، التي كانت تعتمد على جهاز لكتابة وقراءة البطاقات الورقية، بشكل كامل، وعندما غادر أتاناسوف كلية ولاية آيوا للمشاركة في مهام الحرب العالمية الثانية، توقف العمل على الجهاز.
أدخل جهاز أتاناسوف-بيري عناصر هامة في الحوسبة الحديثة، مثل الحساب الثنائي وعناصر التبديل الإلكترونية، لكن طبيعته المتخصصة وافتقاره إلى برنامج قابل للتخزين والتغيير، والذي يقتصر على أداء مهام محددة، تُميزه عن الحواسيب الحديثة. ومع ذلك، اعتُرف بالجهاز كمَعلم في تاريخ الهندسة الكهربائية من قبل معهد مهندسي الكهرباء والإلكترونيات عام 1990.
لم يكن عمل أتاناسوف وبيري على الحاسوب معروفًا على نطاق واسع حتى أعيد اكتشافه في الستينيات، في ظل نزاعات حول براءات الاختراع المتعلقة بأول حاسوب إلكتروني. في ذلك الوقت، كان يُعتبر حاسوب إنياك، الذي أنشأه جون موكلي وجون برسبر إيكيرت، أول حاسوب بالمعنى الحديث. ولكن في عام 1973، ألغت محكمة منطقة أمريكية براءة اختراع إنياك واعتبرت أن مخترعي إنياك قد استوحوا موضوع الحاسوب الرقمي الإلكتروني من عمل أتاناسوف. في منتصف السبعينات، رُفعت السرية عن تطوير الحواسيب البريطانية كولوسس، التي سبقت حاسوب إنياك في تاريخ الحوسبة. وفي يونيو 1976، عُرضت تفاصيل عن حواسيب كولوسس في مؤتمر عُقد في لوس ألاموس، نيو مكسيكو. وقد فاجأ هذا الاكتشاف كلًا من جون موكلي، أحد مخترعي إنياك، وكونراد زوزه، المخترع الألماني، اللذين لم يكونا على علم مسبق بتطوير هذه الحواسيب.

## التصميم والتطوير

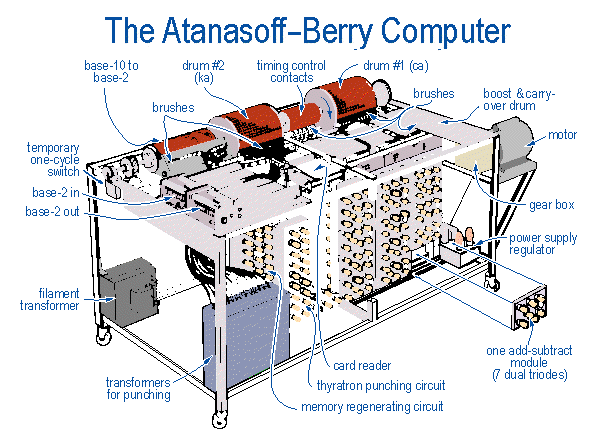
رسم تخطيطي لحاسوب أتاناسوف–بيري يُوضح مكوناته المختلفة

وفقًا لرواية أتاناسوف، فقد استوحى عدة مبادئ أساسية في حاسوب أتاناسوف–بيري خلال لحظة إلهام مفاجئة أثناء قيادة ليلية طويلة إلى مدينة روك آيلاند بولاية إلينوي، خلال شتاء عام 1937–1938. شملت ابتكارات جهاز أتاناسوف–بيري الحوسبة الإلكترونية، والحساب الثنائي، والحوسبة المتوازية، وذاكرة المكثفات المتجددة، والفصل بين وظائف الذاكرة ووحدة المعالجة.
واصل أتاناسوف العمل على التصميم الميكانيكي والمنطقي للجهاز خلال العام التالي، وقدم في مارس 1939 طلبًا للحصول على منحة لبناء نموذج أولي لإثبات الفكرة، إلى قسم علم الزراعة، الذي كان مهتمًا بدوره بتسريع العمليات الحسابية في التحليل الاقتصادي والبحثي. حصل المشروع لاحقًا على تمويل إضافي قدره 5,000 دولار من مؤسسة الأبحاث للتقدم العلمي بمدينة نيويورك.
بُني جهاز أتاناسوف–بيري في قبو قسم الفيزياء بكلية ولاية آيوا على يد جون أتاناسوف وكليفورد بيري، وذلك بين عامي 1939 و1942. صُرفت الدفعة الأولى من التمويل في شهر سبتمبر، وجرى عرض النموذج الأولي الذي يحتوي على أحد عشر صمامًا مفرغًا في شهر أكتوبر من نفس العام. وفي ديسمبر، أدى عرض آخر إلى الحصول على منحة لبناء الجهاز بالحجم الكامل.
استمر بناء الجهاز واختباره خلال العامين التاليين. وفي 15 يناير 1941، نشرت صحيفة دي موينس ريجستر خبرًا وصفت فيه جهاز أتاناسوف–بيري بأنه آلة حساب كهربائية تضم أكثر من 300 صمام مفرغ، وتستطيع حل معادلات جبرية معقدة، دون تقديم وصف تقني دقيق. بلغ وزن الجهاز أكثر من 700 رطل ( 320 كجم)، واحتوى على نحو 1.6 كيلومتر من الأسلاك، و280 صمام ثلاثي الإلكترود مزدوج، و31 صمامً من نوع الثيراترون، وكان حجمه يقارب حجم طاولة مكتب.
لم يكن قابلًا للبرمجة، وهو ما يميّزه عن الآلات الأكثر عمومية في الحقبة نفسها، مثل الحاسوب زد3 الذي طوّره كونراد تسوزه عام 1941 أو النسخ السابقة منه، وحواسيب كولوسس التي طُوّرت بين عامي 1943 و1945. كما أنه لم يعتمد على بنية البرنامج المخزَّن، التي استُخدمت لأول مرة في آلة مانشستر التجريبية صغيرة النطاق عام 1948، والتي تُعد ضرورية للحواسيب العملية ذات الأغراض المتعددة بالكامل.
حاسوب أتاناسوف–بيري هو أول من طبق:

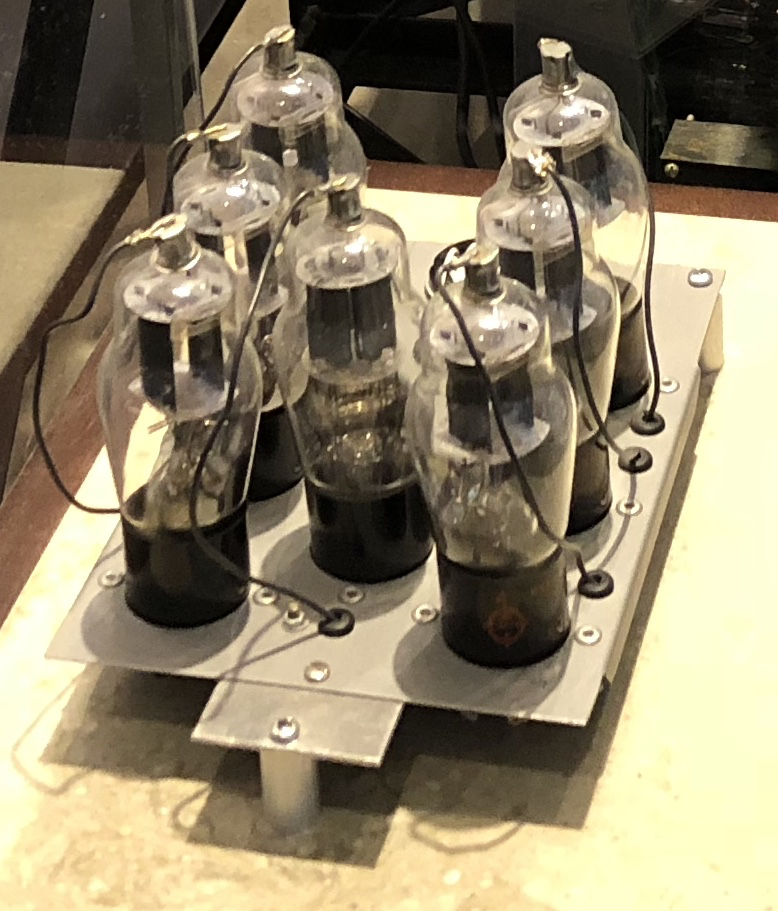
وحدة الجمع والطرح مُعاد بناؤها من حاسوب أتاناسوف-بيري

- استخدام الصمامات المفرغة بدلاً من العجلات، أو السقاطات، أو المفاتيح الميكانيكية، أو مرحلات الهاتف، مما أتاح سرعة أكبر مقارنة بالحواسيب السابقة.
- استخدام المكثفات كوسيط للذاكرة بدلاً من المكوّنات الميكانيكية، مما سمح بتحقيق سرعات وكثافة أعلى في التخزين.

استخدم حاسوب أتاناسوف–بيري نظامًا ذاكرة المكثف المتجددة، والذي كان يتكوّن من أسطوانتين تدوران على محور مشترك مرة واحدة في الثانية، وتحتوي كل منهما على 1600 مكثف. نُظِّمت المكثفات على كل أسطوانة في 32 حزمة مكوّنة من 50 مكثفًا (30 حزمة فعالة واثنتان احتياطيتان في حال فشل أحد المكثفات)، مما مكّن الجهاز من إجراء 30 عملية جمع أو طرح في الثانية. وقد مثّلت البيانات باستخدام أعداد ثنائية ذات فاصلة ثابتة مكونة من 50 بت. وكانت الإلكترونيات الخاصة بوحدات الذاكرة والحساب قادرة على تخزين ومعالجة 60 عددًا من هذا النوع في الوقت نفسه، أي ما يعادل 3000 بت.
اعتمد حاسوب أتاناسوف–بيري في توقيته الأساسي على تردد التيار الكهربائي المتناوب البالغ 60 هرتز، والذي شكّل معدل الساعة للعمليات المنخفضة المستوى. وقد كانت وحدة الحساب والمنطق إلكترونية بالكامل، إذ استُخدمت صمامات التفريغ لتنفيذ العمليات المنطقية. تضمّنت هذه الوحدة بوابات عاكسة، إلى جانب بوابات منطقية ذات مدخلين أو ثلاثة، صُمّمت بحيث تتوافق مستويات الإدخال والإخراج وجهود التشغيل بينها. تكوّنت كل بوابة من مضخم عاكس يعمل بصمام تفريغ، تسبقه شبكة مقسّم مقاومات تُستخدم لتحديد الوظيفة المنطقية المطلوبة.
استُخدم المنطق الكهروميكانيكي القائم على المرحّلات لتنفيذ وظائف التحكم، نظرًا لانخفاض وتيرتها، حيث كانت تُنفذ مرة واحدة فقط في كل دورة للأسطوانة. وكانت وحدة الحساب والمنطق تعمل على بت واحد فقط من كل عدد في كل مرة، مع تخزين بت الحمل أو الاستلاف داخل مكثف لإعادة استخدامه في دورة التيار المتناوب التالية.

## الوظيفة
صُمم حاسوب أتاناسوف-بيري لحل أنظمة المعادلات الخطية المتزامنة. كان الجهاز قادرًا على معالجة أنظمة تحتوي على ما يصل إلى 29 معادلة، وهو ما كان يُمثل تحديًا كبيرًا في ذلك الوقت. وقد كانت مثل هذه المشكلات شائعة في مجال الفيزياء، وهو التخصص الذي عمل فيه جون أتاناسوف. كان الجهاز يستقبل معادلتين خطيتين تحتويان على حتى 29 متغيرًا بالإضافة إلى حد ثابت، ثم يقوم بإلغاء أحد المتغيرات، حيث كانت هذه العملية تتكرر يدويًا لكل معادلة، مما يؤدي إلى تقليص عدد المتغيرات في النظام. بعد ذلك، كانت تُكرر نفس العملية لإلغاء متغير آخر.
يُحتمل أن يكون جورج و. سنيديكور، رئيس قسم الإحصاء في كلية ولاية آيوا، هو أول من استخدم حاسوبًا رقميًا إلكترونيًا لحل مشكلات رياضية واقعية، حيث قدم العديد من هذه المشكلات إلى أتاناسوف.